# Grutas de São Vicente
As Grutas de São Vicente são grutas de génese vulcânica, localizadas na freguesia e concelho de São Vicente, ilha da Madeira.
Estas grutas formaram-se há 890 mil anos atrás, a partir de uma erupção vulcânica ocorrida no Paul da Serra que foi descendo até o mar. Assim, a parte exterior, exposta a temperaturas mais baixas, se solidificou rapidamente, enquanto o interior continuou a correr com muitos gases, formando uma série de tubos de lava, que hoje constituem as grutas de São Vicente.
Foram divulgadas pela primeira vez em 1885, pela população local ao naturalista inglês James Yate Johnson, nascido em 1920, então com 65 anos que Entrou na bocarra de origem vulcânica e assumiu a descoberta oficial do lugar. Johnson apaixonara-se pela Madeira muitos anos antes, em 1851.
Abertas ao público a 1 de outubro de 1996, são uma das primeiras grutas de génese vulcânica a serem abertas ao público em Portugal.